# Monte Tamaro

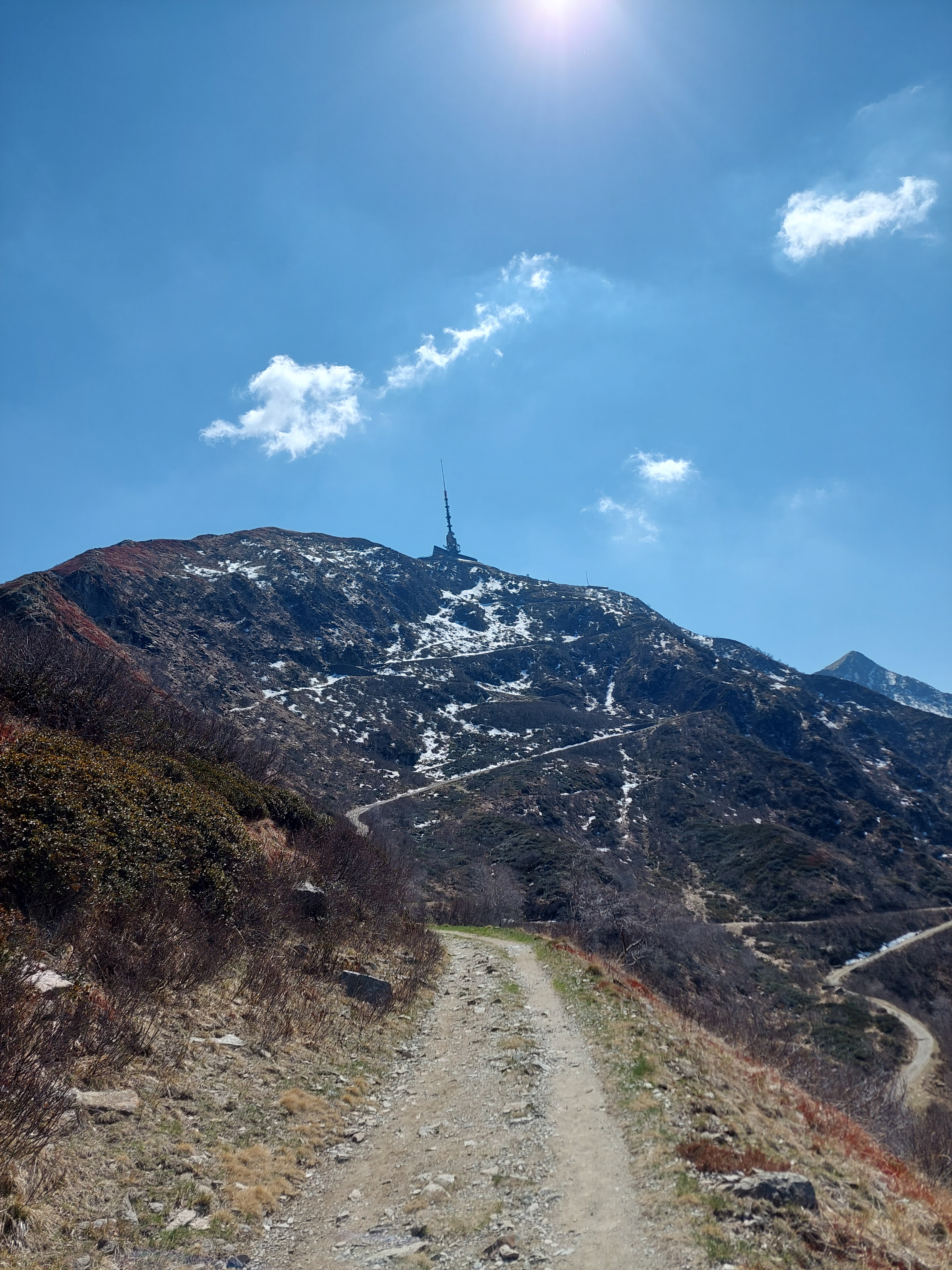
Monte Tamaro

Monte Tamaro is een berg in het Zwitserse kanton Ticino. 
De hoogte van de berg is 1962 meter en vanaf de top is uitzicht op het Lago Maggiore. Op de berg is ook een kabelbaan naar een rodelbaan, restaurant en een speeltuin. De  berg wordt door wandelaars en fietsers beklommen.

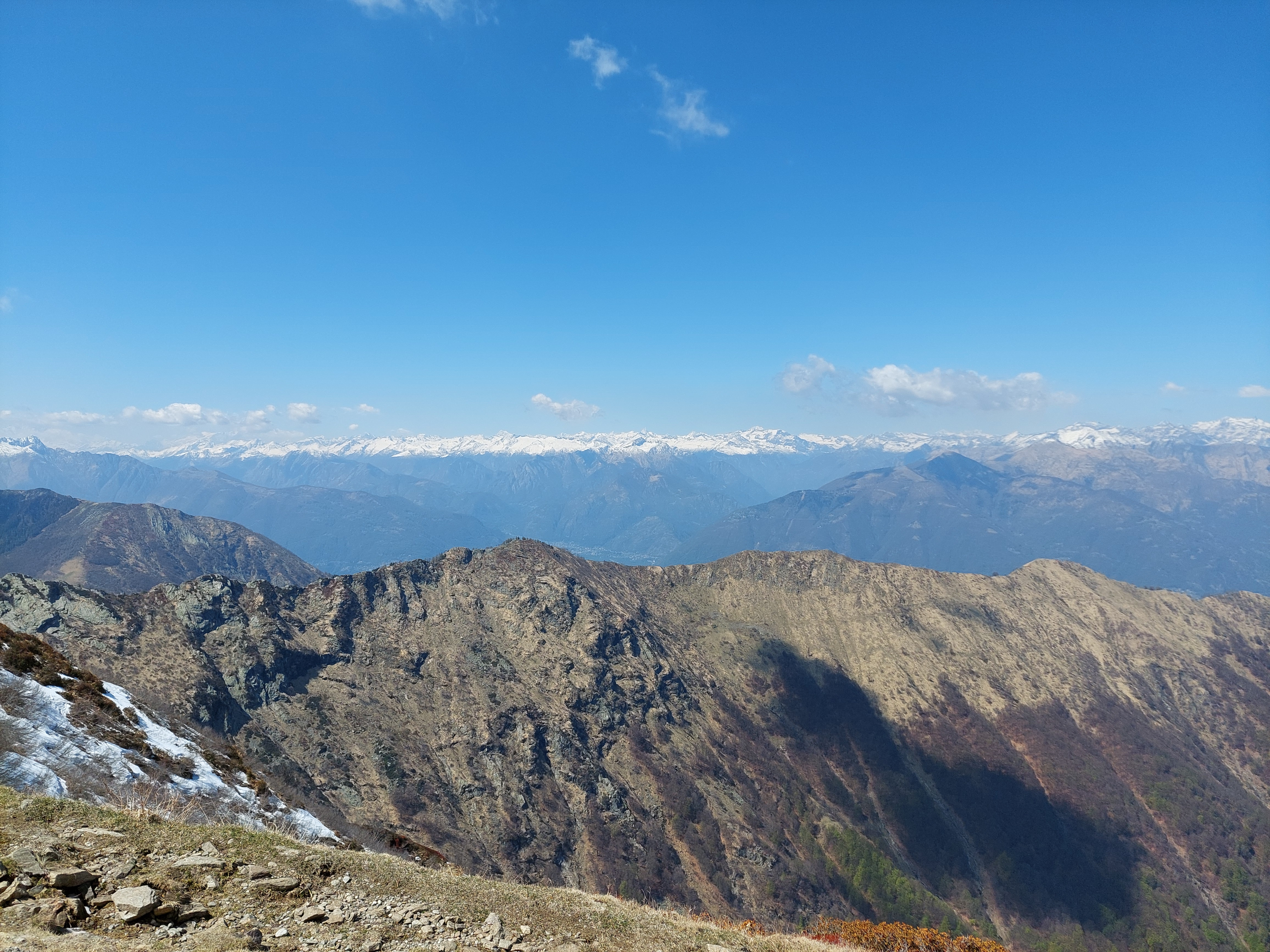
uitzicht vanaf de berg
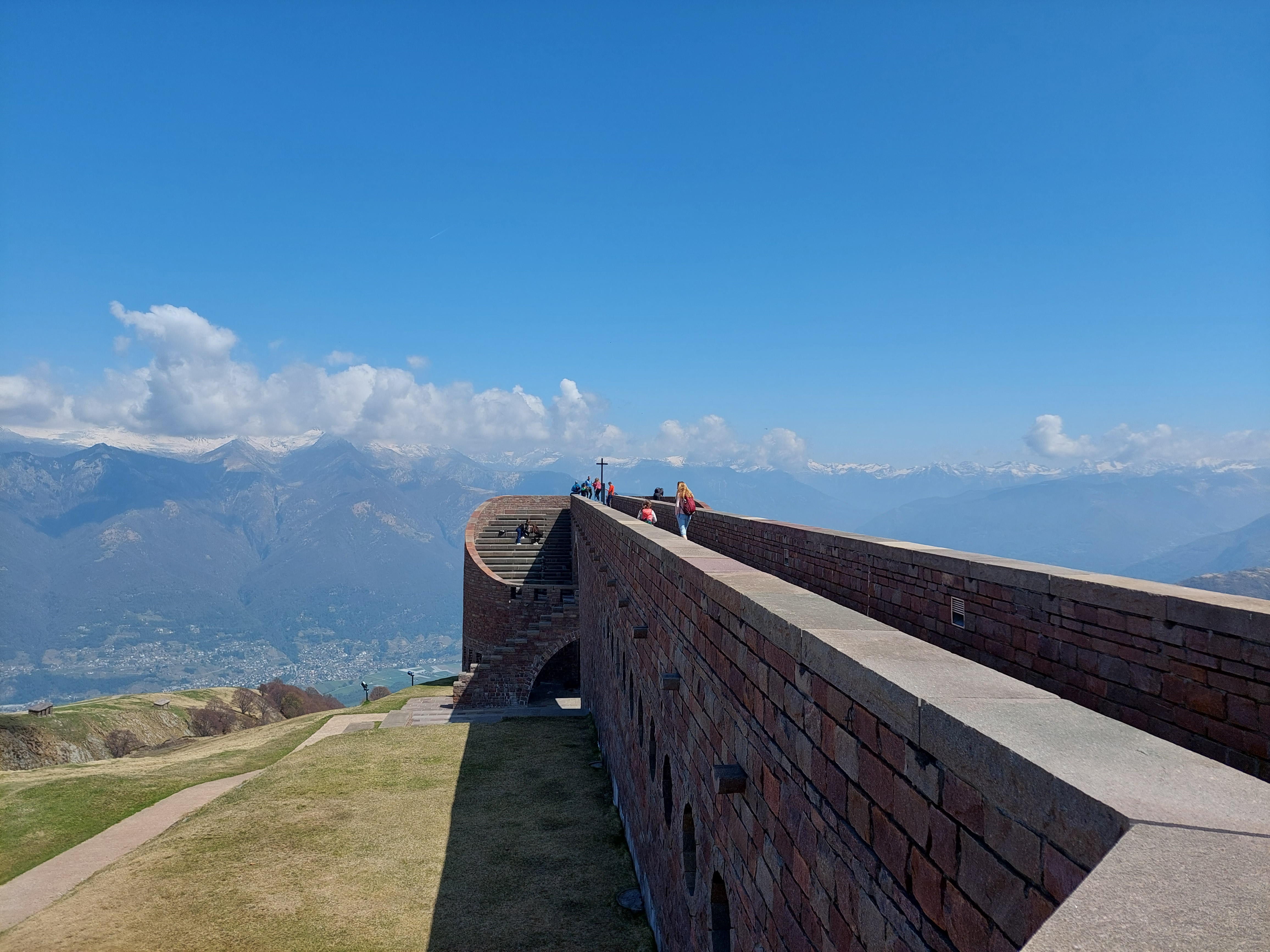
uitzichtpunt
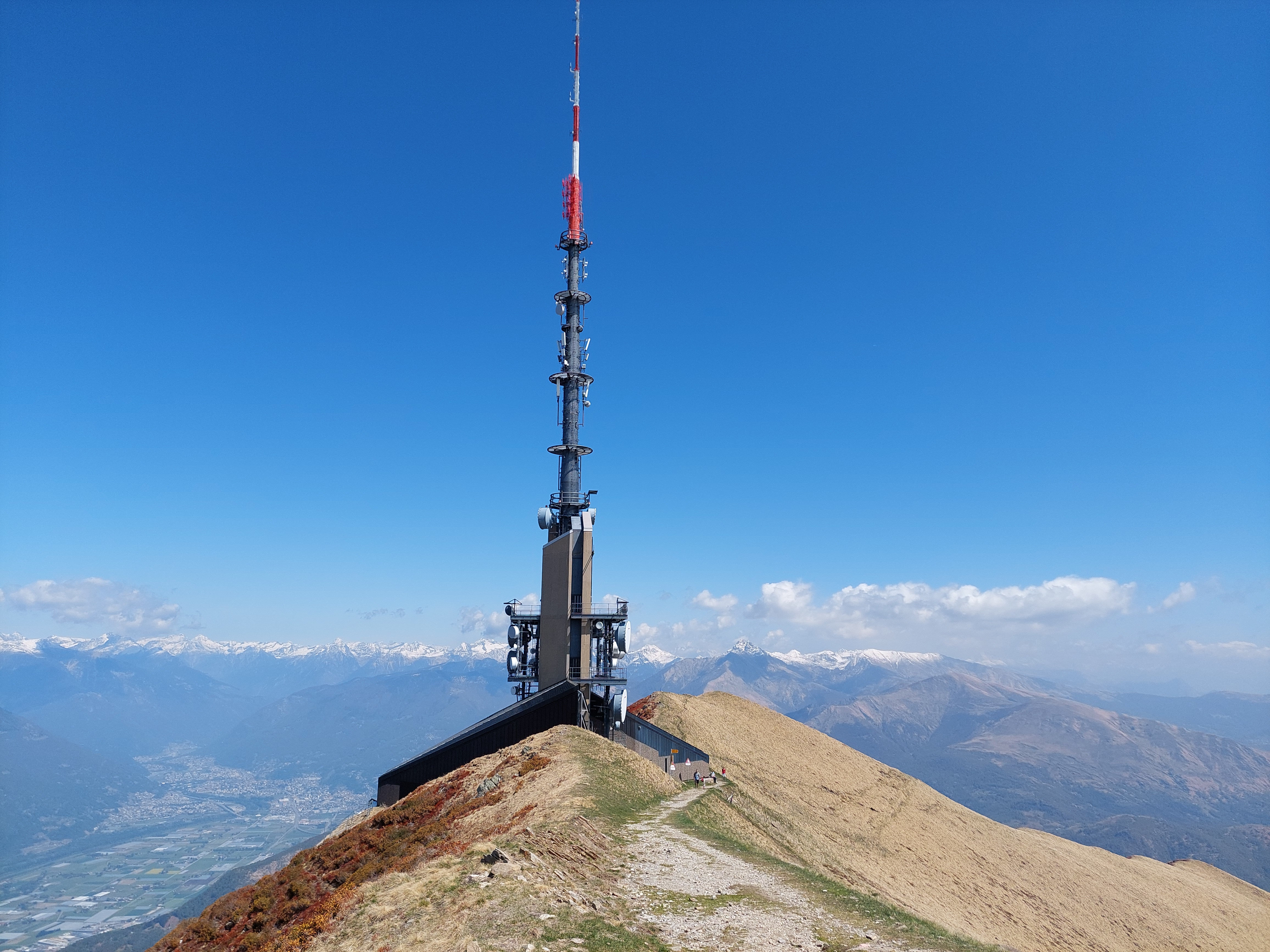
boven op de berg
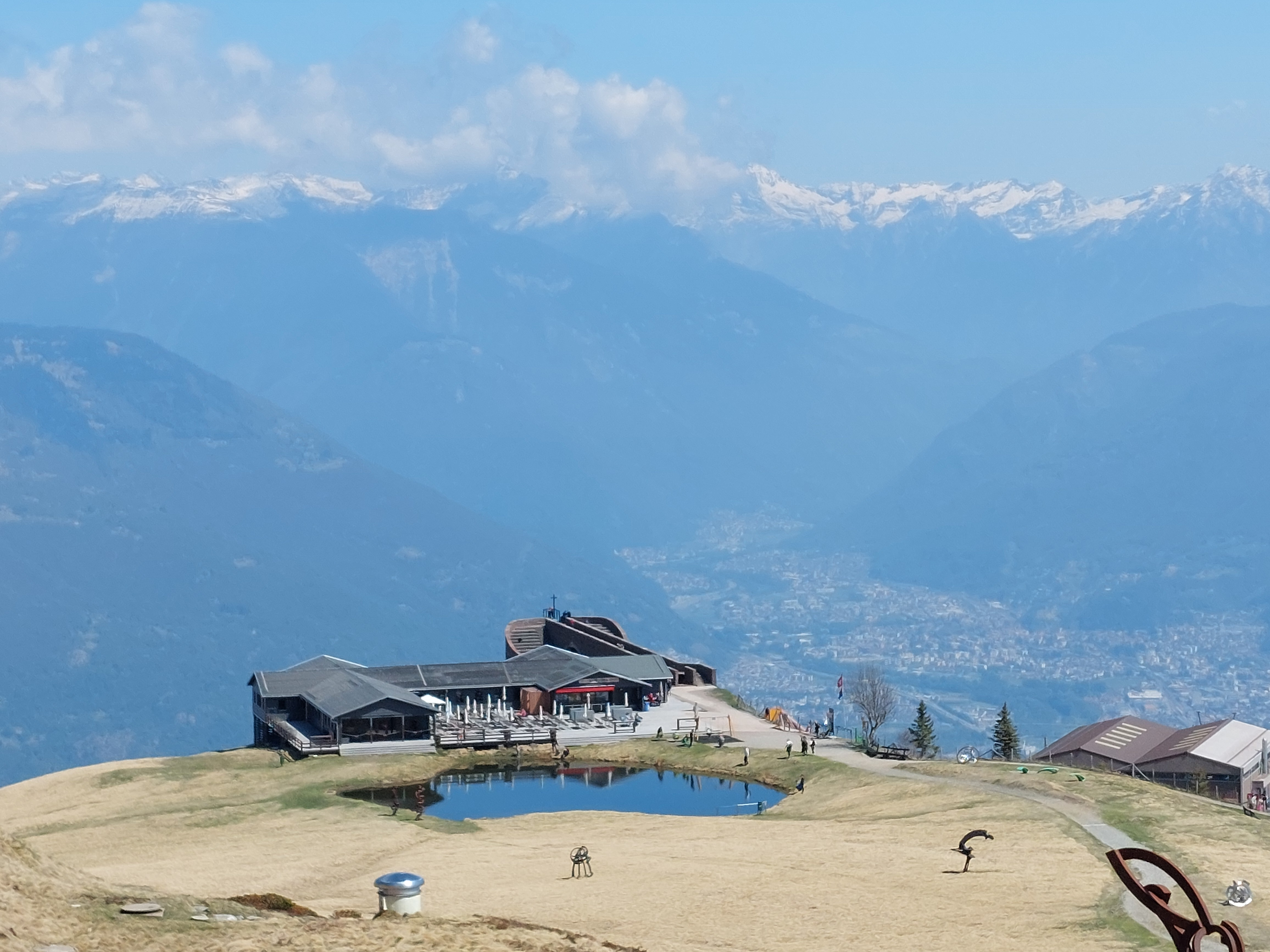
uitzicht op het restaurant vanaf Monte Tamaro

- Gemeinsame Normdatei: 4407904-7
- Virtual International Authority File: 240070934